# Bill de Sam
Pour les articles homonymes, voir Soumah.
Bill de Sam de son nom de naissance Alpha Soumah, né en 1968 à Téminétaye dans la commune de Kaloum en république de Guinée, est un artiste, activiste et homme politique guinéen.
Il est Ministre de la Culture, du Tourisme et de l’Artisanat au sein du gouvernement dirigé par Mohamed Béavogui du 4 novembre 2021, puis celle de Bernard Goumou du 20 août 2022 au 19 février 2024.

## Biographie et études
Bill de Sam, est né en 1968 dans la commune de Kaloum à Conakry, en république de Guinée. Il est fils de Aboubacar Soumah et de Aissata Cissé.
Il commence ses études primaires chez son oncle en Côte d'Ivoire, après un court passage à l'école primaires Mahatma Gandi de Kaloum à Conakry.
En 1984, Alpha Soumah est renvoyé à Conakry pour faire ses études secondaires au collège 28 septembre à Coronthie, commune de Kaloum. Il y obtient son BEPC et entre au lycée 2 octobre. En 1990, il obtient le baccalauréat en sciences sociales et est orienté à l'Université Julius Nyerere de Kankan.
Après avoir obtenu à l'université de Kankan son diplôme de maîtrise Es Lettre option Linguistique en 1995, Alpha Soumah retourne à Conakry. 

## Parcours musical
Depuis le lycée, parallèlement à ses études, Alpha Soumah pratique le Rap. Il a souvent représenté son lycée dans des concours inter-scolaires de Rap où il s'est fait distinguer par son style de Rap. Cela vaudra à son style le nom de Mandingo style. Alpha Soumah prend très jeune le pseudonyme de Bill De Sam. Il commence sa carrière en concourant à des compétitions scolaires à Conakry en 1990. Il enregistre son premier single  Guiné Kolo (femme caméléon en soussou). Depuis cette date, participe à des tournées en Afrique de l'ouest aux côtés de R.A.S de Côte d'Ivoire , Positive Black Soûl du Sénégal.
En juillet 1996, Bill de Sam fait sortir son premier album Sogolon. Son rap, qu’il surnomme Mandingo Style, un mélange entre les rythmiques hip-hop et les instruments traditionnels guinéens, Adapté au rythme Yankadi de la Basse Côte guinéenne, Bill de Sam, dans la pure tradition rapologique, livre des verves lyriques contre tous les maux de la société que vivent les jeunes au quotidien.
Après s'être épanoui en Afrique, l’artiste s’envole vers d'autres continent, avec la sortie d'un nouvel opus Exil en 1999, avec la participation de Jean Philippe Rykiel sur trois de ses titres, de Manfila Kanté et Tony (N'banaba C.F.A). Ses textes sont en soussou, malinké et français.
Il enregistre son troisième opus SIMITI (Samedi en soussou).

## Parcours professionnel
Bill de Sam commence en 2009, à l'office national du tourisme de Guinée en tant que responsable du projet Guinée Résa pour la mise en place d’une centrale de réservation touristique. En 2010, il devient le directeur commercial et Marketing de la radio Tamata FM puis de 2011 en 2014, il est fait chef services communication au ministère de la jeunesse, emploi jeune et sport sous le ministre Sanoussy Bantama Sow
En 2014, il rejoint le groupe Hadafo Médias en tant que directeur commercial d'espace TV. Entre 2015 et 2017, il est le gestionnaire web et contenus multimédias du Groupe Guicopres-Guinée de l'entrepreneur Kerfalla Person Camara avant de rejoindre la Guinée Call Services au titre de responsable commercial, marketing et communication de 2017 en 2018.
Apres le coup d'état du 5 septembre 2021, il est nommé par décret du président Mamadi Doumbouya, le 4 novembre 2021 ministre de la culture, du tourisme et de l’Artisanat dans le Gouvernement Mohamed Beavogui puis reconduit dans le gouvernement Bernard Goumou.
Le 19 février 2024, le gouvernement Bernard Goumou dont il est membre est dissout par le Comité national du rassemblement pour le développement (CNRD).

## Activiste
Fondateur du collectif guinéen contre le pouvoir militaire (CGCPM) en 2009, pour dénoncer les abus de la junte du capitaine Moussa Dadis Camara, Bill de Sam est un activiste de première rang du Mouvement FNDC et fait partie du premier groupe emprisonné pour leur opposition au changement constitutionnel en Guinée par le président Alpha Condé.